# 小出美容専門学校
小出美容専門学校（こいでびようせんもんがっこう）は、学校法人小出学園が運営する大阪府堺市北区にある専修学校である。

## 沿革
本校は1957年（昭和32）に開校した。

## 学科
- 専門課程
- 高等課程
- 通信課程（3年制）

## 出身者
- ただと☆（パチプロ）

## 所在地
- 〒591-8023 大阪府堺市北区中百舌鳥町4丁60番地

最寄り駅は、南海高野線・南海泉北線・Osaka Metro御堂筋線 中百舌鳥駅